# Alex Amsterdam

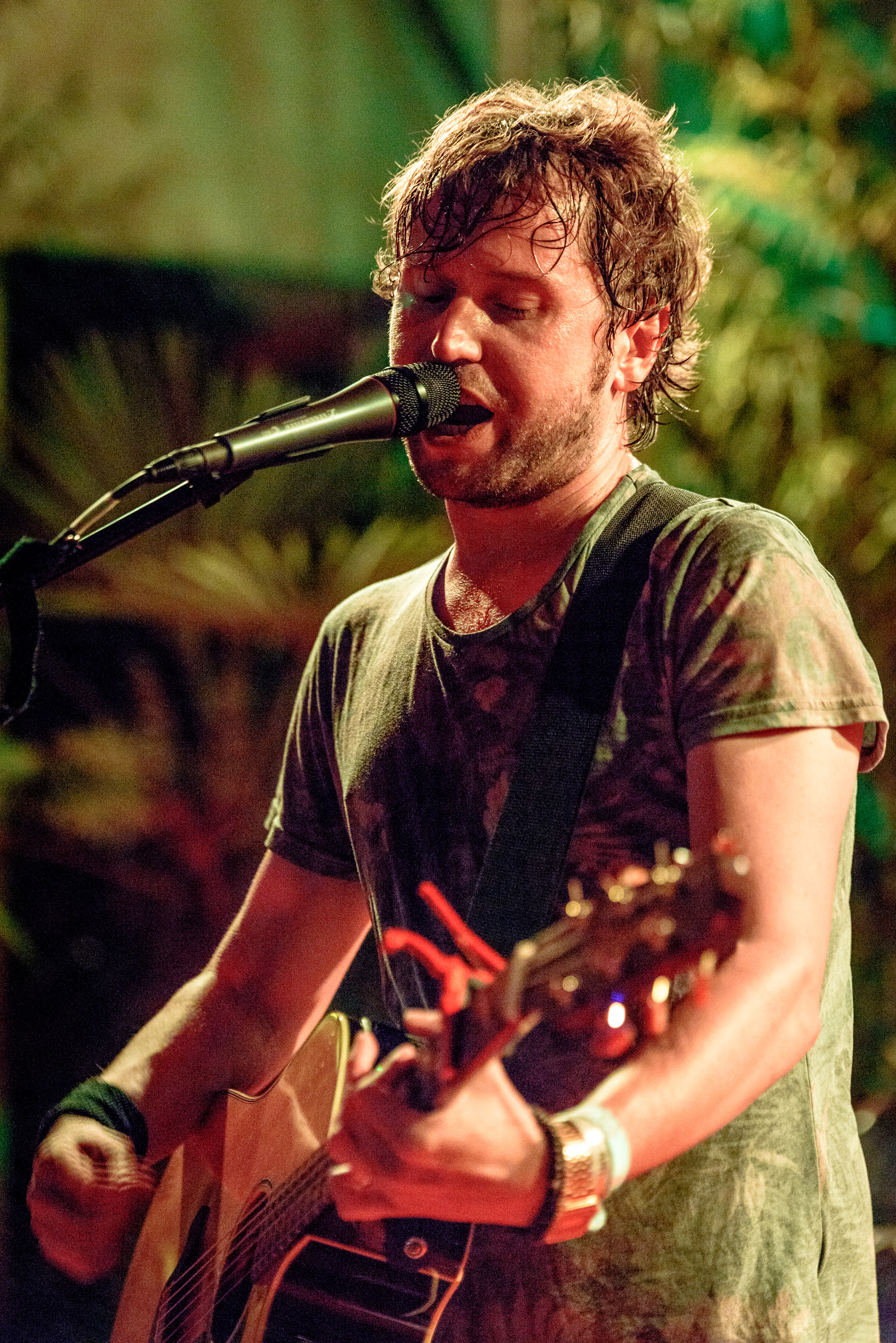
Alex Amsterdam beim Free & Easy Festival 2015

Alex Amsterdam (* 22. Oktober 1980 in Bad Oeynhausen; eigentlich Alexander Rosin) ist ein deutscher Singer-Songwriter und Musiker.

## Leben
Alexander Rosin ist der Sohn des Kinderliedermachers Volker Rosin. Im Alter von vier Jahren stand er das erste Mal im Studio, um Lieder wie Das Krokodil vom Nil, Mein Freund heißt Alexander und Es war einmal ein Apfel einzusingen. Diese wurden auch für Die Sendung mit der Maus verfilmt. Bis zu seinem 13. Lebensjahr wirkte er an mehr als zehn Alben seines Vaters mit. Später absolvierte er eine Ausbildung zum Industriekaufmann.
Anfang Januar 2018 wurde Alexander Rosin in Düsseldorf zu 15 Monaten Haft auf Bewährung und einer Zahlung von 5000 Euro an das Opfer verurteilt, weil er ein Video, das ihn beim Geschlechtsverkehr mit einem 16-jährigen weiblichen Fan zeigt, ins Internet stellte.

## Musikalischer Werdegang
Mit 19 Jahren gründete er die Band „Queen Mom“ (1999–2006), die mit ihrem melodischen Alternative-Rock den Grundstein für das typisch eingängige und britisch angehauchte Songwriting legte. Nach über 100 Auftritten und fünf CD-Produktionen verließ Rosin im Jahr 2006 die Band und verlegte seinen Lebensmittelpunkt nach Düsseldorf, wo er sich den Künstlernamen Alex Amsterdam gab.
Musikalisch ist er den Genres Singer-Songwriter, Indie, Indie-Pop, Pop & Rock einzuordnen.
Er absolvierte seit 2006 etwa 600 Auftritte in Deutschland und Europa. Seine Touren führten ihn unter anderem nach Kroatien, Italien, Tschechien, Österreich, Schweiz, Belgien und in die Niederlande. Dabei spielte er mit Train, Boyce Avenue, Kettcar, Tomte, Luxuslärm, Minus The Bear, La Vela Puerca, Auletta, Dendemann, Gisbert zu Knyphausen, Mikroboy, Bonaparte, Keith Caputo, Alberta Cross, Peter Green (ex-Fleetwood Mac), Kilians, Heinz-Rudolf Kunze, Fools Garden, Erdmöbel, Fidget, Nils Koppruch, Fire in the Attic, Dota & die Stadtpiraten oder auch Abi Wallenstein zusammen.
Nach drei CD-Veröffentlichungen im Eigenvertrieb unterschrieb er im Jahr 2011 einen Plattenvertrag bei dem Indie-Label Redfield Records, bei dem im Jahr 2012 das Album Love is Fiction erschien. Diese Produktion ist als CD, LP und Deluxe-Box inklusive DVD veröffentlicht worden.
Die erste Single-Auskopplung Riot Girl erhielt Radioairplay auf u. a. auf 1LIVE, WDR2, SWR3, Radio Fritz und NDR 2. Die zweite Single Better Off Alone verzeichnete bis Dezember 2015 über 328.000 Zugriffe auf YouTube.
Im Jahr 2013 wurde Alex Amsterdam von der Initiative Musik unterstützt und gefördert.
Am 23. Januar 2015 veröffentlichte Alex Amsterdam sein drittes Studioalbum Come What May über Redfield Records. Das Album erschien als CD, Vinyl-LP und als MC in einer Limited Edition. Die erste Single-Auskopplung Miss Rainbow erreichte Platz 71 der Airplaycharts.

## Besetzung
Nachdem Alex Amsterdam anfangs solo unterwegs war, bekam er im Jahr 2008 Unterstützung von Keyboarder Simon Horn, der auch die EP The Die is Cast (2009) produzierte. Nach Horns Ausscheiden Mitte 2010 entschloss sich Alex Amsterdam, eine komplette Band-Besetzung zusammenzustellen. Mit den Musikern Sabrina Maack (Schlagzeug), Thomas Palenberg (Bass) und Marc Aretz (Gitarre) war er von 2010 bis 2012 unterwegs und veröffentlichte mit ihnen das Album Love is Fiction, produziert von Tobias Röger.
Seit Mitte 2013 ist er wieder als Solo-Künstler unterwegs.

## Auszeichnungen
- Finale Deutscher Rock-und-Pop-Preis (2007)
- Line-6-Live-Award-Gewinner (2009)[8]
- „Newcomer der Woche“ bei NDR 2 (2009)[9]

## Diskografie
- Lonely Streets and Empty Lanes (2007)
- Stillness of a Moment (2008)
- The Die is Cast (2009)
- Love is Fiction (2012)
- Come What May (2015)
- Me & My Ego (2020)